# Alexander Kamillowitsch Frautschi
Alexander Kamillowitsch Frautschi (russisch Александр Камиллович Фраучи; * 4. Januar 1954 in Rostow; † 2. Juni 2008 in Moskau) war ein russischer klassischer Gitarrist und einer der bekanntesten Musiker Russlands auf diesem Gebiet. Frautschi gelang als erstem russischen Gitarristen der internationale Durchbruch. Er spielte auf Tourneen jenseits des „Eisernen Vorhangs“ und gewann mehrere internationale Preise.

## Leben
Frautschi wurde 1954 als Sohn des  Gitarren-Pädagogen Kamill Frautschi (1923–1997) in der Sowjetunion geboren. Er entstammt einer schweizerischen Immigrantenfamilie. Sein Großvater kam im Zuge der Stalinschen Säuberungen ums Leben. Ausgebildet wurde Frautschi zunächst an der Violine bei seinem Vater. Von 1969 bis 1973 studierte er Gitarre bei Alexander Iwanow-Kramskoi und seiner Tochter Natalia Iwanowa-Kramskaja am Moskauer Konservatorium. Von 1974 bis 1979 lernte er bei V. W. Derum am Mussorgski-Konservatorium in Swerdlowsk.
Er trat als Solist in Belgien, Bulgarien, Frankreich, Italien, Jugoslawien, Tschechien, Ungarn, im Vereinigten Königreich, in Österreich, Deutschland, der Türkei, in Griechenland, in den Vereinigten Staaten, in Polen und Kuba auf. Frautschi gewann mehrere internationale Preise und sein Name wurde in die Große Sowjetische Enzyklopädie aufgenommen.
Ab 1980 war er Dozent und später Professor am  Gnessin-Institut Moskau. In Moskau, Vilnius, Nischni Nowgorod, Saratow, Charkiw, Minsk, Rostow am Don und Kaliningrad förderte er die Gründung von Gitarrenklassen. Zu seinen Schülern gehören Nikita Koschkin, Jewgeni Finkelstein, Dmitri Illarionow und Oleksandr Rengatsch. Er leitete das internationale Gitarrenfestival Alexander Frautchi Invites to Russia. Außerdem war er Präsident der Vereinigung für Klassische Gitarre der Sowjetunion.
Die Eröffnung des 4. Internationalen Festivals Gitarrenvirtuosen im Tschaikowsky-Saal in Moskau fand zu Ehren Frautschis statt.

## Ehrungen
- Erster Preis bei der All-Russia Guitarists Competition in Leningrad (1979)
- Erster Preis, Interpretenpreis und Sonderpreis von Radio France bei der Leo Brouwer International Guitar Competition in Havanna (1986)
- Ehrenbürger von Rostow (Russland) und Catanzaro (Italien)

## Diskographie (Auswahl)
- Alexander Frauchi
- Alexander Frauchi plays Nikita Koshkin

## Publikationen
- The Long Life of the Guitar

## Filme
- Frautschi, Dokumentarfilm, ArbatFilm (2008)